# Federico Hartig
Federico Hartig, tedesco Friedrich von Hartig (Bolzano, 29 agosto 1900 – Merano, 24 gennaio 1980), è stato un entomologo italiano.

## Biografia
Appassionato naturalista sin dall'infanzia, dedicò i suoi studi principalmente ai Microlepidotteri. Nel 1940, grazie all'appoggio di Galeazzo Ciano, fondò l'Istituto Nazionale di Entomologia (INE).

Le sue collezioni di lepidotteri sono tra le più importanti mai realizzate in Italia, raccolte in numerosissime spedizioni in patria come all'estero, e conservate originariamente nella dimora di famiglia di Castel Roncolo.

Muore ammalato di tumore nel 1980.
«Nei suoi numerosissimi viaggi si dimostrò un autentico cacciatore di specie (...) Con le sue pubblicazioni ha certamente contribuito alla qualificazione della biodiversità dei preziosi territori naturali da lui attraversati. Ma è la bramea la scoperta più sensazionale. Regala alla sua vita il nobile fine, notorietà alla sua carriera, svela al mondo il segreto di un'esistenza fino a quel momento latente, insospettata.».

## Opere
- 1924. Hartig F. Neubeschreibungen aus Südtirol. Entomologische Rundschau, 41: (11) 42-43, (12) 45-46.
- 1926. Hartig F. Diagnosi di alcune nuove forme di lepidotteri della Venezia Tridentina. Studi trentini, (2) 7 (2): 114-118.
- 1926. Hartig F. L'Esplorazione faunistica della Venezia Tridentina. Note di Lepidotterologia. Studi trentini, (2) 7 (2): 140-164, 1 pl.
- 1927. Hartig F. Raccolte lepidotterologiche della stagione estivo-autunnale inviate al Museo Civico di Storia Naturale. Studi trentini, (2) 8 (1): 85-100.
- 1928. Hartig F. Rationelle Sammelmethoden für Insekten und deren nächstverwandte Klassen; ihre provisorische Praeparation, Konservierung und Versand. G. B. Monauni, Trento, 40 pp., 6 pls.
- 1928. Hartig F. Sui metodi più razionali e moderni per la cattura degli insetti ed il loro allevamento. G. B. Monauni, Trento, 34 pp., 6 pls.
- 1928. Hartig F. Über einige praktische Sammelmethoden für biozönotische Forschungen in der Lepidopterologie. Anzeiger für Schädlingskunde, 4 (5): 67-71.
- 1928. Hartig F. Relazione sulla IV. spedizione del Museo Regionale per la Venezia Tridentina nella bassa valle del Sarca dal 12 al 17 marzo 1927. Studi trentini di Scienze naturali, 9 (1): 59-64.
- 1928. Hartig F. Note di Lepidotterologia. Aggiunte alla fauna lepidotterologica della Venezia Tridentina. Studi trentini di Scienze naturali, 9 (1): 65-88.
- 1929. Hartig F. Paul Prestin. Societas entomologica, 44: 33.
- 1930-1931. Hartig F. Note di Lepidotterologia. Nuove aggiunte alla fauna lepidotterologica della Venezia Tridentina. Studi trentini di Scienze naturali, 11 (3) (1930): 230-252, 1 pl.; 12 (1) (1931): 3-36.
- 1931. Hartig F. Bang-Haas, Otto - Novitates Macrolepidopterologicae. - Katalog der Neubeschreibungen von palaearktischen Macrolepidopteren., Vol. V., Dresden Blasewitz 1930, pag. 208. Studi trentini di Scienze naturali, 12 (1): 74-75.
- 1934. Bibliografia entomologica della Venezia Tridentina. Archivio per l'Alto Adige, 28 (1933): 5-72.
- 1934. Hartig F. Nuovo metodo per mantenere freschi gli insetti. Bollettino della Società entomologica italiana, 66 (7): 173-174.
- 1934. Hartig F. Nuova forma trentina di Rhyacia senna H.G. Bollettino della Società entomologica italiana, 66 (9): 230.
- 1936. Hartig F. Descrizione di tre nuove specie, e revisione del gen. Lepidoscioptera D. Torre (Scioptera Rmb.) (Lep. Psychidae). Memorie della Società entomologica italiana, 15: 35-41, pls 1-10.
- 1936. Hartig F. Rettifica di nome. Bollettino della Società entomologica italiana, 68 (1/2): 16.
- 1936. Hartig F. Neue westpalaearktische Lepidopteren. Zeitschrift des österreichischen Entomologen-Vereines Wien, 21 (6): 41-46, pls 2-3.
- 1937. Hartig F. Bucculatrix benacicolella n. sp. Zeitschrift des österreichischen Entomologen-Vereines Wien, 22 (3): 29.
- 1937. Hartig F. Eine Mikrolepidopteren-Ausbeute aus dem Hindukusch-Gebiet. Zeitschrift des österreichischen Entomologen-Vereines Wien, 22: (7) 68-72, (8) 78-80, pl. 5.
- 1938. Hartig F. I Macrolepidotteri di Madonna di Campiglio. Memorie della Società entomologica italiana, 16 (1937): 232-270, pls 4-7.
- 1938. Hartig F. Sechs neue Mikrolepidopteren. Zeitschrift des österreichischen Entomologen-Vereines Wien, 23: (8) 82-83, (9) 88-90, pl. 7.
- 1938. Hartig F. Berichtigung. Zu Graf F. Hartig: „Sechs neue Mikrolepidopteren“. Zeitschrift des österreichischen Entomologen-Vereines Wien, 23 (11): 109.
- 1939. Hartig F. & Amsel H.G. Contributo alla conoscenza della fauna entomologica della Sardegna. Nuove forme di Lepidotteri. Memorie della Società entomologica italiana, 17 (1938): 63-84, pls 3-5.
- 1939. Hartig F. Sulla Minefauna della Venezia Tridentina. Archivio per l'Alto Adige, 34 (1): 1-70, pls 1-46.
- 1939. Hartig F. Paradaria Htg. praeocc. = Hypodaria Htg. Zeitschrift des österreichischen Entomologen-Vereines Wien, 24 (1): 10-11.
- 1939. Hartig F. Su alcuni prototipi-Lepidotteri della collezione di Oronzio-Gabriele Costa. Annali del Museo di Zoologia della R. Università di Napoli, (n.s.) 7 (7): 1-21.
- 1940. Hartig F. Contributo alla conoscenza della fauna lepidotterologica dell'Italia Centrale. Memorie della Società entomologica italiana, 18 (1939): 186-198, pls 2-4.
- 1940. Hartig F. Zum Artikel von R. Helbig: Ein kurzer Beitrag zur Macrolepidopteren-Fauna Südtirols und Beschreibung einer neuen Form Crocallis elinguaria L.: prunarioides var. nova. Entomologische Zeitschrift, Frankfurt am Main, 53 (39): 355-356.
- 1940. Hartig F. [Nuovi contributi alla conoscenza della fauna delle isole italiane dell'Egeo.] XIII. Conoscenza attuale della fauna lepidotterologica dell'Isola di Rodi. Bollettino del R. Laboratorio di Entomologia agraria di Portici, 3: 221-246.
- 1940. Hartig F. Tre nuove specie di Bombyces africani. Atti della Società italiana di Scienze naturali, 79: 149-152.
- 1940. Prola G. & Hartig F. Una nuova Erebia raccolta sul Gran Sasso (Lepid. Satyr.). Bollettino della Società entomologica italiana, 72 (8): 114-116.
- 1940. Hartig F. Hans Rebel. Natura, Rivista di Scienze naturali, 31: 135-136.
- 1941. Hartig F. Neue Microlepidopteren. Mitteilungen der münchner entomologischen Gesellschaft, 31 (1): 154-163, pls 5-8
- 1943. Hartig F. Tre nuove specie di Bombyces Africani (Lepidop.). Bollettino della Società entomologica italiana, 75 (7/8): 93-95.
- 1947. Hartig F. Gedanken um ein modernes entomologisches Institut. Zeitschrift der wiener entomologischen Gesellschaft, 31 (5/8) (1946): 81-92.
- 1947. Hartig F. Metodi ed appunti vari di caccia, di preparazione e di studio degli insetti. Bollettino dell'Associazione romana di Entomologia, 2 (1): 5-7.
- 1947. Hartig F. La raccolta delle foglie minate. Bollettino dell'Associazione romana di Entomologia, 2 (1): 7-8.
- 1948. Hartig F. Dr. Ubaldo Rocci †. Zeitschrift der wiener entomologischen Gesellschaft, 31 (9/12) (1946): 182-183.
- 1948. Hartig F. [Primo contributo alla conoscenza della fauna entomologica del Matese.] Lepidotteri. Bollettino dell'Associazione romana di Entomologia, 2 (4) (1947): 30-31.
- 1948. Hartig F. Un nuovo genere di Anerastiidae (Lepid., Pyralid.) del Lazio. Fregenia n.g. Bollettino dell'Associazione romana di Entomologia, 2 (4) (1947): 31-32.
- 1948. Hartig F. Appunti sull'applicazione terminologica dei tipi. Bollettino dell'Associazione romana di Entomologia, 3 (2/4): 22-25.
- 1948. Hartig F. Allevamenti di bruchi con bianco d'uovo. Bollettino dell'Associazione romana di Entomologia, 3 (2/4): 29.
- 1948. Hartig F. (Lep. Hesper.) Hesperia (Sloperia) proto O. - Vrty. Farf. diurne I., 83. Bollettino dell'Associazione romana di Entomologia, 3 (2/4): 29-30.
- 1948. Hartig F. (Lep. Noct.) Cucullia formosa Rghf. nuova per l'Italia. Bollettino dell'Associazione romana di Entomologia, 3 (2/4): 30.
- 1949. Hartig F. Nuove specie e forme italiane di Lepidotteri. Bollettino dell'Associazione romana di Entomologia, 4 (1/2): 2-3, pl. 1.
- 1949. Hartig F. Metodi ed appunti vari di caccia, di preparazione e di studio degli insetti. Bollettino dell'Associazione romana di Entomologia, 4 (1/2): 18-19.
- 1949. Hartig F. Notiziario. Bollettino dell'Associazione romana di Entomologia, 4 (1/2): 1-2.
- 1949. Hartig F. Stigmella babylonicae n.sp. von Salix babylonica L. Zeitschrift der wiener entomologischen Gesellschaft, 34 (6/7): 94-96.
- 1952. Hartig F. Contributo alla conoscenza della fauna lepidotterologica del Renon presso Bolzano. Studi trentini di Scienze naturali, 29 (1/2): 54-55.
- 1952. Hartig F. & Amsel H.G. Lepidoptera Sardinica. Fragmenta entomologica, 1 (l) (1951): 3-159.
- 1952. Hartig F. Über die strukturelle Zusammengehörigkeit einiger Metasia-Arten. Zeitschrift der wiener entomologischen Gesellschaft, 37 (1/3): 30-38, pls 4-8.64
- 1952. Hartig F. Lithocolletis cerrutiella n. sp. Bollettino dell'Associazione romana di Entomologia, 7 (3/4): 17-19, pls 1-4.
- 1952. Hartig F. Rassegna bibliografica che interessa l'Italia. Bollettino dell'Associazione romana di Entomologia, 7 (3/4): 29-30.
- 1952-1953. Hartig F. [Rapporti tecnici per il Governo messicano nell'ambito del programma FAO-ETAP che finanziò la sua missione nel paese latinoamericano]:
  - Reflexiones sobre un viaje de investigación a Durango (con 25 fotografías). (Novembre 1952)
  - Informe preliminar sobre los trabajos realizados hasta la fecha y propuestas para el futuro. Anexo del Informe preliminar de la Misión. (Novembre 1952)
  - Estudio preliminar sobre los ataques de Phloeosinus baumanni en los cipreses del Parque de Chapultepec. (Dicembre 1952)
  - Sobre el asunto de la verdadera constitución de los árboles [...]. Informe 2, capítulo 3. (Marzo 1953)
  - Informe extraordinario confidencial (sobre la tala de los bosques se Soconusco). (Aprile 1953)
  - Informe preliminar de los resultados de mis investigaciones sobre la plaga de los árboles de sombra de los cafetales en Chiapas (con un mapa y 15 fotografías). (Maggio 1953)
  - Informe preliminar sobre los bosques de pinos en el Estado de Chiapas (con 20 fotografías y un mapa de la vegetación). (Maggio 1953)
  - Informe preliminar de un viaje de inspección a Guadalajara, Jalisco. (Maggio 1953)
  - Informe urgente sobre la plaga del bosque de pinos de Nicolás Romero. (Giugno 1953)
- 1953. Hartig F. Due nuove specie di Crambus (Lep. Pyralid.). Bollettino dell'Associazione romana di Entomologia, 8 (1): 14-17.
- 1953. Hartig F. Descrizione di tre nuove specie di Lepidotteri dell'Isola di Zannone. Bollettino della Società entomologica italiana, 83 (5/6): 67-70.
- 1954. Hartig F. Informe al Gobierno de Mexico sobre Entomologia Forestal. Informe FAO/ETAP, 263: i-iv, 1-41.
- 1956. Hartig F. Prodromus dei Microlepidotteri della Venezia Tridentina e delle regioni adiacenti. Studi trentini di Scienze Naturali, 33 (1/3): 89-148.
- 1958. Hartig F. Microlepidotteri della Venezia Tridentina e delle regioni adiacenti [Parte I]. Studi trentini di Scienze naturali, 35 (2/3): 106-268.
- 1960. Hartig F. Microlepidotteri della Venezia Tridentina e delle regioni adiacenti [Parte II]. Studi trentini di Scienze naturali, 37 (2/3): 33-204.
- 1963. Hartig F. Per la prima volta una Bramaea [sic] in Europa. Bollettino dell'Associazione romana di Entomologia, 18 (1): 5-6.
- 1963. Hartig F. & Prola G. Beitrag zur Kenntnis der Gattung Ocneria Hbn. (Lep., Lymantriidae). Mitteilungen der münchner entomologischen Gesellschaft, 53: 55-69, pls 1-2.
- 1964. Hartig F. Microlepidotteri della Venezia Tridentina e delle regioni adiacenti [Parte III]. Studi trentini di Scienze naturali, 41: (3) 3-138, (4) 143-296.
- 1964. Hartig F. Nepticula vincamajorella sp. n. (Lepid. Nepticulidae). Bollettino dell'Associazione romana di Entomologia, 19 (1): 8-9, pl. 1.
- 1965. Hartig F. Contributo alla conoscenza del gruppo generico Ocneria Hb. (Lepidoptera, Lymantridae [sic]). Bollettino dell'Associazione romana di Entomologia, 20 (2): 30-36, pls 1-2.
- 1966. Hartig F. Auf Brahmaea-Fang in der Basilicata (Lep. Bombycidae). Nachrichtenblatt der bayerischen Entomologen, 15 (11/12): 102-105.
- 1968. Hartig F. Einige neue Lepidopterenrassen und -formen und eine wiederentdeckte Noctuide aus Süditalien. Reichenbachia, 12 (l): l-13.
- 1968. Hartig F. L’Araschnia levana L. nella Pusteria. Studi trentini di Scienze naturali, (B) 45 (2): 213-215.
- 1970. Hartig F. 1970. Sommertage am Simplon und im Wallis. Mitteilungen der entomologischen Gesellschaft Basel, (N.F.) 20 (2): 43–45.
- 1970. Hartig F. Neue Heteroceren-Rassen aus Kalabrien. Nachrichtenblatt der bayerischen entomologen, 19 (6): 114-118, 1 pl.
- 1971. Hartig F. Brahmaea europaea Htg. und das Naturschutzjahr 1970. Mitteilungen der entomologischen Gesellschaft Basel, (N.F.) 21 (1): 14.65
- 1971. Hartig F. Microlepidotteri della Venezia Tridentina e delle regioni adiacenti (Parte IV). Studi trentini di Scienze naturali, (B) 48 (2): 160-308.
- 1972. Hartig F. Contributo alla conoscenza di alcuni lepidotteri Lucani. Entomologica, 7 (1971): 49-60, pls. 1-2.
- 1972. Hartig F. Contributo alla conoscenza dei Tipulidi e Limoniidi in Italia. Entomologica, 7 (1971): 123-135.
- 1972. Hartig F. Contributo alla conoscenza e distribuzione delle Crambine (Lep.-Pyralidae) in Italia. Entomologica, 8: 125-131.
- 1973. Hartig F. & Heinicke W. Elenco sistematico dei Nottuidi europei. Systematisches Verzeichnis der Noctuiden Europas (Lepidoptera-Noctuidae). Entomologica, 9: 187-214.
- 1973. Hartig F. Beitrag zur Kenntnis der Verbreitung der Micropterygiden. Berichtigung der Arten des Genus Micropteryx O. der Turatischen und Fuchs'schen Sammlungen und Verbreitung der Arten in Italien. Nachrichtenblatt der bayerischen Entomologen, 22 (4): 75-78.
- 1975. Hartig F. & Heinicke W. Systematisches Verzeichnis der Noctuiden Europas (Lepidoptera-Noctuidae). Entomologische Berichte, Berlin 1975: 29-46.
- 1975. Hartig F. Au Mont Gennargentu, en Sardaigne. Linneana belgica, 6 (2): 26-30.
- 1976. Hartig F. Ein Nachtfang im Winter am Gennargentu (Sardinien). Mitteilungen der entomologischen Gesellschaft Basel, (N.F.) 26 (l): 14-19.
- 1976. Hartig F. Naturschutz oder Ausrottung? Entomologische Zeitschrift, Frankfurt am Main, 86 (5): 45-47.
- 1976. Hartig F. Au Mont Gennargentu, en Sardaigne II. Linneana belgica, 6 (8): 182-188.
- 1977. Hartig F. Sardinien einst und jetzt. Entomologische Zeitschrift, Frankfurt am Main, 87 (11): 118-120.
- 1997. Hartig F. (†). Promemoria per la creazione di una zona di riserva assoluta delle cosiddette Grotticelle in Comune di Rionero del Vulture. Bollettino dell'Associazione romana di Entomologia, 51 (1/4) (1996): 69-73. 66